# جايسون ساول
جايسون ساول (بالإنجليزية: Jason Saul) هو كاتب أمريكي، ولد في 14 يونيو 1969 في شيكاغو في الولايات المتحدة.